# SN 1950N
SN 1950N – niepotwierdzona supernowa odkryta 19 czerwca 1950 roku w galaktyce A170344+0025. W momencie odkrycia miała maksymalną jasność 18,00m.